# Георгиевское (Архангельская область)
Гео́ргиевское  — село в Вельском районе Архангельской области. Входит в состав Липовского сельского поселения.

## География
Село находится на берегу озера Верхопуйское, на расстоянии 122 км к северо-западу от города Вельск, административного центра района. Ближайшими населёнными пунктами являются: на западе ныне нежилая деревня Доровская, на юго-западе, на противоположенном берегу озера, деревни Колоколовская и Сидоровская

### Часовой пояс
Село Георгиевское, как и вся Архангельская область, находится в часовой зоне МСК (московское время). Смещение применяемого времени относительно UTC составляет +3:00.

## Население
| 2002 | 2010 | 2012 | 2014 |
| ---- | ---- | ---- | ---- |
| 150  | ↘93  | ↗102 | ↗105 |

## Транспорт
Вблизи от села проходит автодорога регионального значения «Долматово — Няндома — Каргополь» (Р2).

## Достопримечательности
В селе расположена Церковь Николая Чудотворца  Объект культурного наследия № 2900000994  — кирпичная церковь, построенная в 1842 году.